# Oligota cribripennis
Oligota cribripennis är en skalbaggsart som beskrevs av Sharp 1908. Oligota cribripennis ingår i släktet Oligota och familjen kortvingar. Inga underarter finns listade i Catalogue of Life.